# Otto Singer

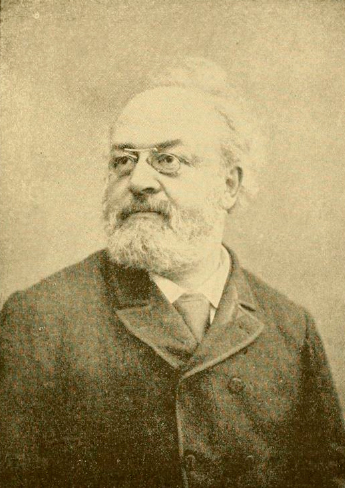
Otto Singer

Otto Singer (* 26. Juli 1833 in Sora; † 3. Januar 1894 in New York City) war ein deutscher Musiker und Komponist.

## Leben
Singers Ausbildung erfolgte zunächst in Dresden, später auch in Leipzig, das er 1865 verließ. Nach einem kurzen Aufenthalt mit Franz Liszt in Weimar ging er 1867 nach New York.
1873 arbeitete er in Cincinnati als Assistent des musikalischen Direktors Theodore Thomas für das erste May Musical Festival, für das er 1876 die Kantate The Pilgrim Fathers komponierte. Des Weiteren komponierte er die Festival Ode anlässlich der Eröffnung der Music Hall. Er blieb bis 1892 am Cincinnati College of Music, um schließlich nach New York zurückzukehren, wo er verstarb.
Er war ein treuer Anhänger von Franz Liszt und Richard Wagner, sowohl als Komponist als auch als Pianist. Er leitete mehrere Gesangsvereine und komponierte zusätzlich zu den oben genannten Werken ein Klavierkonzert sowie einige Sonaten für Klavier. Ebenso schrieb er Phantasien über Wagner-Opern (verlegt bei Edition Peters, Leipzig).
Otto Singer ist der Vater von Otto Singer junior (1863–1931), der als Bearbeiter und Komponist wirkte, und des Kunsthistorikers Hans Wolfgang Singer.